# Дистрибутивна правда
Дистрибутивна правда се тиче категорије праведности алокације добара или услуга у друштву.